# 泣くな赤鬼
『泣くな赤鬼』（なくなあかおに）は、2019年6月14日公開の日本映画。主演は堤真一。重松清の『せんせい。』に所収の同名短編小説を原作とする。

## キャスト
- 小渕隆（赤鬼先生）：堤真一
- 斎藤智之（ゴルゴ）：柳楽優弥
- 斎藤雪乃：川栄李奈
- 和田圭吾：竜星涼
- 高校時代の斎藤智之（ゴルゴ）：堀家一希
- 高校時代の和田圭吾：武藤潤
- 小渕佐知：佐藤玲
- 斎藤智美：キムラ緑子
- 小渕陽子：麻生祐未
- 溝口遥：田島芽瑠

## スタッフ
- 原作：重松清『せんせい。』所収「泣くな赤鬼」（新潮文庫刊）
- 監督：兼重淳
- 脚本：上平満、兼重淳
- 音楽：Di'll（北城和美・北城浩志）
- 主題歌：竹原ピストル「おーい! おーい!!」（ビクターエンタテインメント）
- 企画・プロデュース：長澤昌子
- プロデューサー：橋口一成、関根真吾、東島真一郎
- ラインプロデューサー：吉見拓真
- 撮影：向後光徳
- 照明：斉藤徹
- 録音：大竹修二
- 美術：布部雅人
- 編集：川瀬功
- 装飾：斉藤暁生
- 衣装：加藤哲也
- ヘアメイク：知野香那子
- 音響効果：岡瀬晶彦
- VFXスーパーバイザー：オダイッセイ
- スクリプター：押田智子
- キャスティング：安生泰子
- 助監督：森本晶一
- 制作担当：坪内一
- 企画協力：新潮社
- 特別協力：MIZUNO、REWARD
- 撮影協力：高崎フィルム・コミッション、群馬あんなかロケーションサービス、前橋フィルムコミッション
- 配給：KADOKAWA
- 制作プロダクション：松竹撮影所
- 製作：映画『泣くな赤鬼』製作委員会（テレビ東京、KADOKAWA、ハピネット、BSテレビ東京、糸井ホールディングス、テレビ大阪、朝日新聞社、日宣）